# Moravskoslezský Kočov
Moravskoslezský Kočov (německy Mährisch u. Schlesisch Kotzendorf, polsky Morawsko-Śląski Koczów) je obec ležící asi 2 km jižně od Bruntálu na obou stranách zemské hranice Moravy a Slezska. Žije zde 592 obyvatel.

## Název
Místní jméno bylo odvozeno od osobního jména Koč (domácké podoby některého ze jmen začínajícího na Ko-, např. Kojislav, Kolimír) a znamenalo "Kočův majetek". Obě vsi byly přívlastky Moravský (Mährisch) a Slezský (Schlesisch) odlišeny až koncem 19. století.

## Historie
První zmínka o Kočově je v listině z roku 1405. Území moderního Moravskoslezského Kočova bylo dlouho administrativně rozděleno na moravskou obec Moravský Kočov a na slezskou část s osadou Slezským Kočovem, patřící k bývalému k. ú. Bruntál Nisské Předměstí. K 1. lednu 1953 oddělením od města Bruntálu však byla slezská část od Bruntálu oddělena a připojena k obci a k. ú. Moravskému Kočovu. Od 1. ledna 1967 do 23. listopadu 1990 náležela takto rozšířená obec Moravský Kočov k Bruntálu, poté se k 24. listopadu 1990 jako Moravskoslezský Kočov osamostatnila s poněkud odlišnými hranicemi.
Uprostřed obce stojí kostel sv. Michala, ze kterého se dochovala renesanční věž, obnovený v letech 1658 a 1793–1795, empírově upravovaný v roce 1823. Další pamětihodností obce je barokní kaplička sv. Antonína.

### Vývoj počtu obyvatel
Počet obyvatel Moravskoslezského Kočova podle sčítání nebo jiných úředních záznamů:
| Rok            | 1869 | 1880 | 1890 | 1900 | 1910 | 1921 | 1930 | 1950 | 1961 | 1970 | 1980 | 1991 | 2001 |
| -------------- | ---- | ---- | ---- | ---- | ---- | ---- | ---- | ---- | ---- | ---- | ---- | ---- | ---- |
| Počet obyvatel | 1141 | 1068 | 1143 | 1026 | 879  | 817  | 787  | 436  | 415  | 422  | 373  | 397  | 455  |

1. ↑  z toho: 14 Čechoslováků, 761 Němců; 777 řím. kat., 8 evang.
2. ↑  z toho: 412 Čechů, Moravanů a Slezanů, 29 Slováků, 1 Němec; 90 řím. kat., 1 čsl. hus., 1 evang., 321 bez vyzn.

V Moravskoslezském Kočově je evidováno 186 adres: 185 čísel popisných (trvalé objekty) a 1 číslo evidenční (dočasné či rekreační objekty). Při sčítání lidu roku 2001 zde bylo napočteno 140 domů, z toho 123 trvale obydlených.

## Části obce
- Moravský Kočov (k. ú. Moravský Kočov)
- Slezský Kočov (k. ú. Slezský Kočov)